# Benkovac (Okučani)
Benkovac is een plaats in de gemeente Okučani in de Kroatische provincie Brod-Posavina. De plaats telt 171 inwoners (2001).